# Alfabet hebrajski
Alfabet hebrajski, nazywany też pismem żydowskim lub pismem kwadratowym – alfabet spółgłoskowy stosowany do zapisu języka hebrajskiego, jidysz, ladino, judeo-arabskiego i innych języków żydowskich, wywodzący się z alfabetu aramejskiego, a pośrednio z fenickiego i egipskich hieroglifów. Język hebrajski przejął ten rodzaj pisma między IV a II w. p.n.e. (w miejsce wcześniej używanego alfabetu paleohebrajskiego będącego odmianą fenickiego). Składa się z 22 znaków, a w przeciwieństwie do alfabetu łacińskiego nie rozróżnia się w nim liter małych i wielkich. Najstarszy znany zapis pełnego alfabetu hebrajskiego zawiera Kamień z Tel Zajit.
Kierunek pisma: od prawej do lewej. 
W alfabecie hebrajskim nie zapisuje się samogłosek, choć współcześnie niektórych liter używa się w tym celu.
Litery alfabetu hebrajskiego:
| Zapis      | Zapis      | Zapis             | Nazwa          | Wymowa                                                                | Wartość numeryczna |
| ---------- | ---------- | ----------------- | -------------- | --------------------------------------------------------------------- | ------------------ |
| Nowoczesny | Tradycyjny | Kursywa hebrajska | Nazwa          | Wymowa                                                                | Wartość numeryczna |
| א          | א          |                   | alef           | nieme; jako samogłoska – [a], [ɛ̝], [u], [i]                           | 1                  |
| ב          | ב          |                   | bet            | [b], [v]                                                              | 2                  |
| ג          | ג          |                   | gimel          | [ɡ]                                                                   | 3                  |
| ד          | ד          |                   | dalet          | [d]                                                                   | 4                  |
| ה          | ה          |                   | hej/he         | jako spółgłoska – [h]; jako samogłoska – [a], [e]                     | 5                  |
| ו          | ו          |                   | waw            | jako spółgłoska – [v]; jako samogłoska – [ɔ̝], [u]                     | 6                  |
| ז          | ז          |                   | zajin/zain     | [z]                                                                   | 7                  |
| ח          | ח          |                   | chet           | [χ] lub [ħ]                                                           | 8                  |
| ט          | ט          |                   | tet            | [t]                                                                   | 9                  |
| י          | י          |                   | jod/jud        | jako spółgłoska – [j]; jako samogłoska – [i], [ɛ̝]                     | 10                 |
| כך         | כך         |                   | kaf            | [k], [χ]                                                              | 20                 |
| ל          | ל          |                   | lamed          | [l]                                                                   | 30                 |
| מם         | מם         |                   | mem            | [m]                                                                   | 40                 |
| נן         | נן         |                   | nun            | [n]                                                                   | 50                 |
| ס          | ס          |                   | samech/samek   | [s]                                                                   | 60                 |
| ע          | ע          |                   | ajin/ain       | jako spółgłoska – [ʕ] lub nieme; jako samogłoska – [a], [ɛ̝], [ɔ̝], [i] | 70                 |
| פף         | פף         |                   | pe             | [p], [f]                                                              | 80                 |
| צץ         | צץ         |                   | cadi/cade/sade | [ʦ] (polskie c)                                                       | 90                 |
| ק          | ק          |                   | kof/kuf        | [k], [q]                                                              | 100                |
| ר          | ר          |                   | resz           | w starożytności [r], współcześnie [ʁ]                                 | 200                |
| ש          | ש          |                   | szin           | [ʃ] (polskie sz), [s]                                                 | 300                |
| ת          | ת          |                   | taw            | [t], [θ]                                                              | 400                |

Pięć liter (kaf, mem, nun, pe, cade) przyjmuje na końcu wyrazu inną graficznie formę, zwaną końcową (kaf finalne, mem finalne itd.). Są to tak zwane „litery końcowe” (sofit).
Kształt liter „pisanych” (kursywy) różni się znacznie od pierwowzorów „drukowanych” (pismo kwadratowe).
Niektóre litery zmieniają swoją wymowę (i nazwę) po umieszczeniu wewnątrz litery dageszu (znaku w kształcie kropki). Są to np. wet (v) → bet (b), chaf (χ) → kaf (k), fe (f) → pe (p). W niektórych epokach i dialektach języka hebrajskiego istniało też rozróżnienie: thaw (θ) → taw (t), nieistniejące we współczesnym hebrajskim (izraelskim). Dodanie dageszu (dagesz hazak) do innej litery oznacza jej podwojenie. Litera szin ma kropkę nad prawym „ramieniem” (lecz nie jest to dagesz) i wtedy wymawiana jest jako „sz”. Kropka nad „ramieniem” lewym zmienia nazwę na sin i wymowę na „s”.
Judaizm uznaje graficzną formę alfabetu za świętą; mistycy żydowscy uważali litery hebrajskie za nośniki duchowych mocy, a ich znajomość za sposób przybliżania się do Boga.